# Charalampos Kyriakou (calciatore 1989)
Charalampos Kyriakou (in greco: Χαράλαμπος Κυριάκου; Nicosia, 15 ottobre 1989) è un calciatore cipriota, difensore svincolato.

## Carriera

### Club
Ha sempre giocato nella prima divisione cipriota ed in quella indiana.

### Nazionale
Nel 2009 ha giocato una partita nella nazionale cipriota Under-21.
Ha esordito in nazionale il 5 marzo 2014 nell'amichevole Cipro-Irlanda del Nord (0-0).

## Statistiche

### Presenze e reti nei club
| Stagione        | Squadra         | Campionato      | Campionato | Campionato | Coppe nazionali | Coppe nazionali | Coppe nazionali | Coppe continentali | Coppe continentali | Coppe continentali | Altre coppe | Altre coppe | Altre coppe | Totale | Totale |
| Stagione        | Squadra         | Comp            | Pres       | Reti       | Comp            | Pres            | Reti            | Comp               | Pres               | Reti               | Comp        | Pres        | Reti        | Pres   | Reti   |
| --------------- | --------------- | --------------- | ---------- | ---------- | --------------- | --------------- | --------------- | ------------------ | ------------------ | ------------------ | ----------- | ----------- | ----------- | ------ | ------ |
| 2021-2022       | Doxa Katōkopias | CC              | 7+8        | 0          | KK              | 3               | 2               | -                  | -                  | -                  | -           | -           | -           | 18     | 2      |
| 2022-2023       | East Bengal     | ISL             | 18         | 1          | SC              | 2               | 0               | -                  | -                  | -                  | DC          | 3           | 0           | 23     | 1      |
| Totale carriera | Totale carriera | Totale carriera | 33         | 1          |                 | 5               | 2               |                    | -                  | -                  |             | 3           | 0           | 41     | 3      |

## Palmarès

### Club

#### Competizioni nazionali
- Campionato cipriota: 1

Omonia: 2009-2010
- Coppa di Cipro: 2

Omonia: 2011-2012
AEL Limassol: 2018-2019
- Supercoppa di Cipro: 2

Omonia: 2012